# 莲卡·维马扎洛娃
莲卡·维马扎洛娃（捷克語：Lenka Vymazalová，1959年6月15日—），捷克女子曲棍球运动员。她曾代表捷克斯洛伐克国家队参加1980年夏季奥林匹克运动会曲棍球比赛，获得一枚银牌。